# Bulgaarse Turken
Met Bulgaarse Turken (Bulgaars: Български турци Bǎlgarski Toertsi, Turks: Bulgaristan Türkleri) worden in Bulgarije wonende etnische Turken, of Bulgaren van Turkse afkomst aangeduid. Volgens de volkstelling van 2011 bestaat de Turkse minderheid officieel uit 588.318 personen (oftewel 8,8% van de Bulgaarse bevolking). Hiermee vormen zij de grootste etnische minderheid in Bulgarije en een van de grotere Turkse gemeenschappen in diaspora. De meeste Bulgaarse Turken wonen in de oblast Kardzjali (66%) in het zuiden van Bulgarije, en in de oblasten Razgrad (50%), Silistra (36%), Targovisjte (36%) en Sjoemen (30%) in het noordoosten van Bulgarije. Verder zijn er enkele Turkse enclaves in de oblasten Boergas, Roese, Chaskovo en Dobritsj.

## Geschiedenis
De Bulgaarse Turken zijn nakomelingen van Turken die na de Ottomaanse verovering van de Balkan aan het eind van de 14e en vroege 15e eeuw naar de streek kwamen. Er is echter ook gesuggereerd dat sommige Bulgaarse Turken, directe etnische afstammelingen zijn van eerdere middeleeuwse Petsjenegen, Oğuzen en Koemaanse Turkse stammen. Naast vrijwillige migraties gebruikten de Ottomaanse autoriteiten massale deportaties (sürgün) als controlemethode over potentieel opstandige elementen in de Balkan en in Anatolië. Ver weg van hun thuisbasis was de potentiële dreiging van dergelijke elementen aanzienlijk verminderd, zoals in het geval van de volgelingen van de opstandige Karamani Pir Ahmed. Stammelijke verzet werd gevolgd door grootschalige overdrachten van Turkmeense nomaden naar Deliorman en Roemelië. Deportaties in beide richtingen vonden plaats in de 14e, 15e en 16e eeuwen.
In 1989 namen 350.000 Bulgaarse Turken de wijk naar Turkije, op de vlucht voor de grote bulgariseringscampagne die in 1985 was begonnen. De assimilatiecampagne, die door het communistisch regime van Todor Zjivkov werd vastgesteld, dwong alle Bulgaarse Turken en andere moslims in Bulgarije Bulgaarse namen aan te nemen en afstand te doen van alle islamitische gebruiken en gewoonten. Het motief van de assimilatiecampagnes van 1984-1989 was onduidelijk; veel deskundigen zijn van mening dat de hogere geboortecijfers van de islamitische Turken in tegenstelling tot de christelijke Bulgaren een belangrijke factor was. Deze gebeurtenissen staan bekend als 'het opwekkingsproces' of 'het proces van wedergeboorte' (Bulgaars: Възродителен процес).

## Demografie

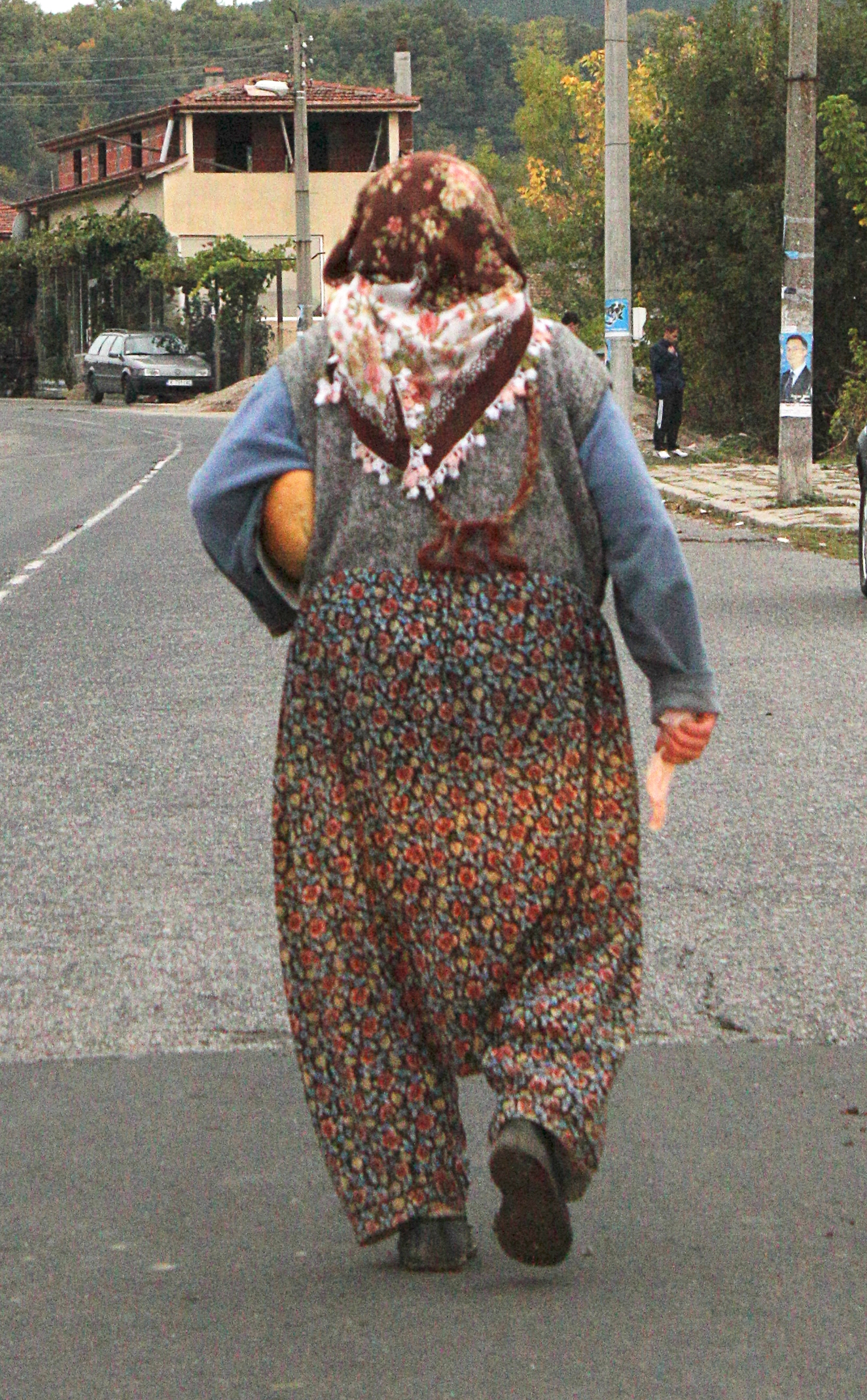
Een oudere Turkse vrouw die een schwalwari draagt in Kardzjali

Omdat de Bulgaarse volkstellingen de etnische groepen door middel van zelf-identificatie registreert en deze vraag optioneel is, wijken sommige cijfers van het Nationaal Statistisch Instituut (NSI) af van de werkelijkheid. Zo identificeren veel Bulgaarstalige Pomaken (Slavische moslims) zich vaak als etnische Turken, maar ook een significant deel van de Turkstalige Roma en de Krim-Tataren. Daarnaast heeft bijna 22% van de Bulgaarse bevolking het censusformulier in februari 2011 onbeantwoord gelaten.
Ontwikkeling van het aantal etnische Turken in Bulgarije (1900-2011)

## Verspreiding

#### Bulgarije

Verdeling van de etnische Turken in Bulgarije op gemeentelijk niveau volgens de telling van 2011 (in %)

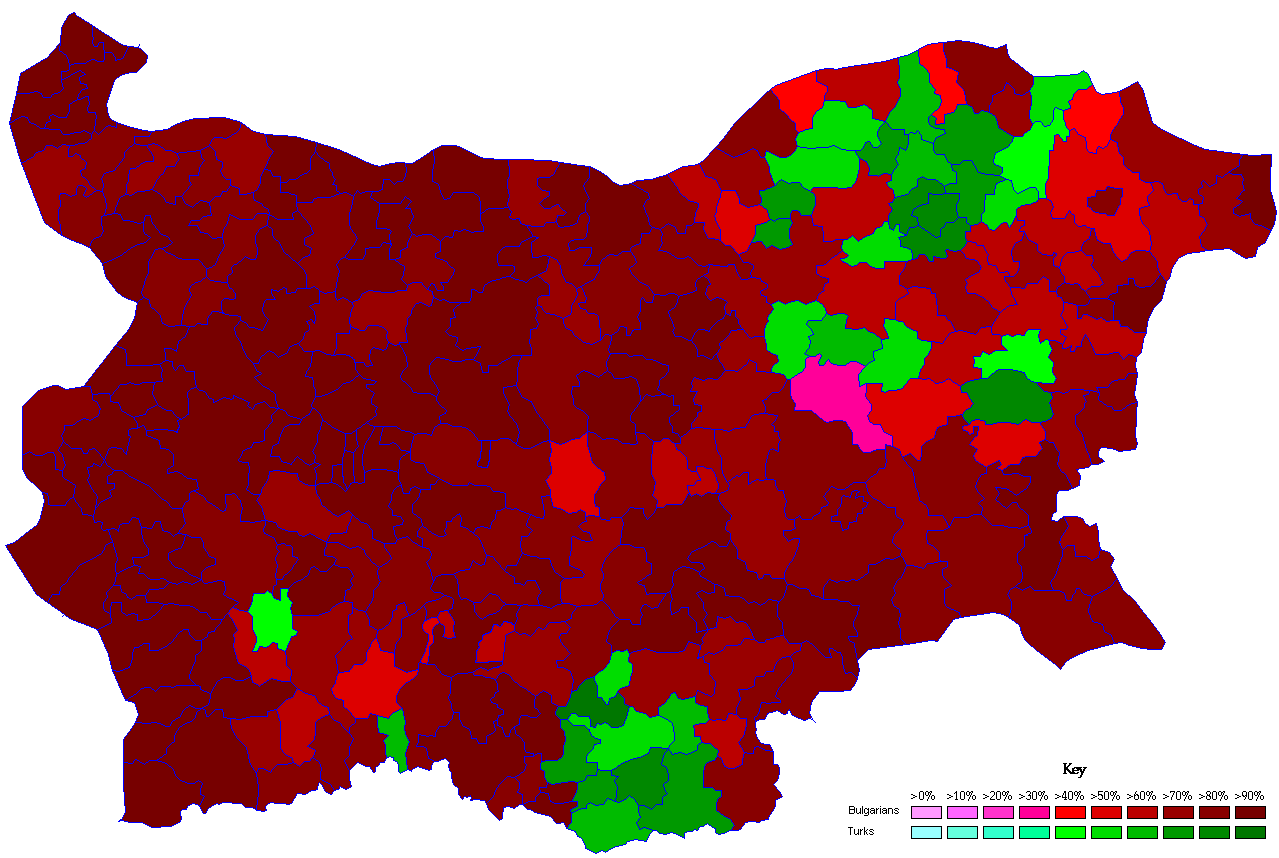
Gemeenten met een Turkse meerderheid zijn groen gekleurd (volkstelling 2011)

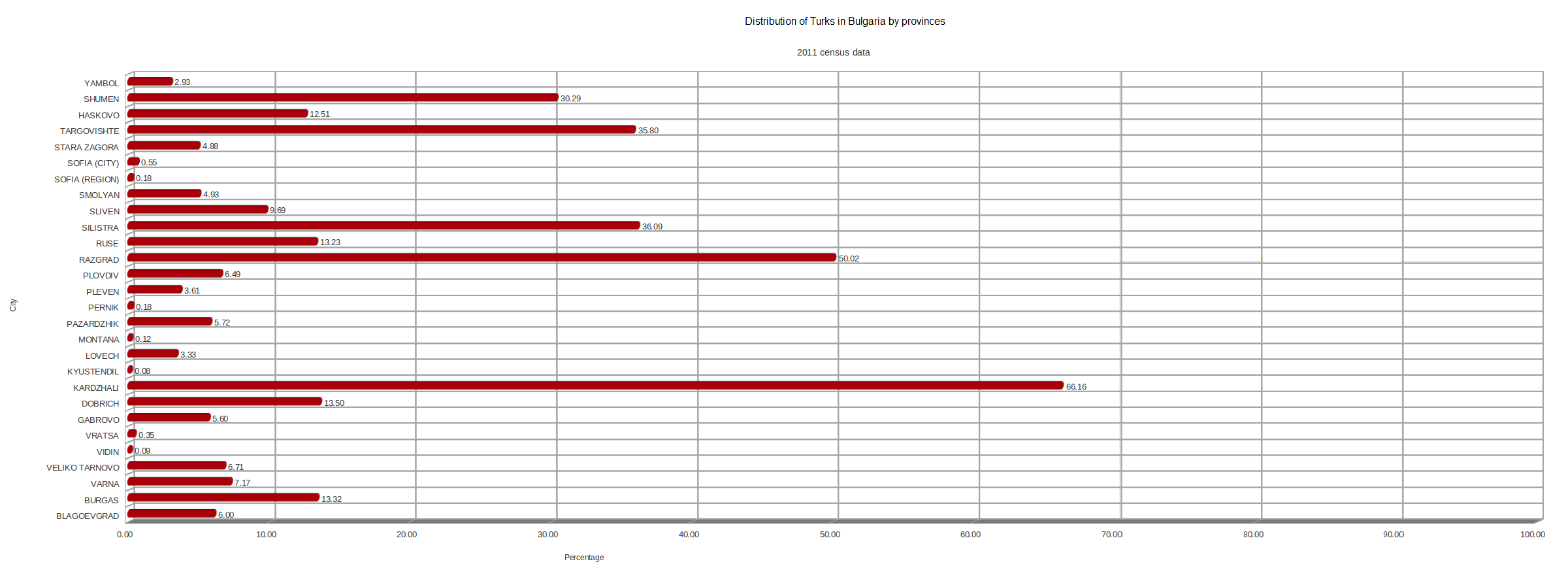
Percentage van etnische Turken per oblast

De Bulgaarse Turken wonen vooral in onderontwikkelde plattelandsgebieden in het noordoosten en in het zuiden van Bulgarije. De urbanisatiegraad onder de Bulgaarse Turken schommelt rond de 38%, hetgeen veel lager is dan die van de Bulgaarse meerderheid (78%).
| Oblast                                           | Turken (1992) | Turken (1992) | Turken (2001) | Turken (2001) | Turken (2011) | Turken (2011) | Turkstaligen (2011) | Turkstaligen (2011) |
| Oblast                                           | Aantal        | %             | Aantal        | %             | Aantal        | %             | Aantal              | %                   |
| ------------------------------------------------ | ------------- | ------------- | ------------- | ------------- | ------------- | ------------- | ------------------- | ------------------- |
| Kardzjali (Kırcaali)                             | 136.673       | 67,24%        | 101.116       | 61,65%        | 86.527        | 66,2%         | 86.637              | 66,8%               |
| Razgrad (Hezargrad)                              | 79.490        | 47,48%        | 71.963        | 47,21%        | 57.261        | 50,0%         | 59.653              | 52,4%               |
| Silistra (Silistre)                              | 52.812        | 32,79%        | 48.761        | 34,34%        | 40.272        | 36,1%         | 43.360              | 39,1%               |
| Targovisjte (Eski Cuma)                          | 50.931        | 33,65%        | 49.495        | 35,95%        | 38.231        | 35,8%         | 39.643              | 37,5%               |
| Sjoemen (Şumnu)                                  | 64.704        | 29,37%        | 59.551        | 29,14%        | 50.878        | 30,3%         | 54.375              | 32,6%               |
| Dobritsj (Dobriç)                                | 33.939        | 14,58%        | 28.231        | 13,12%        | 23.484        | 13,5%         | 29.603              | 17,2%               |
| Boergas (Burgaz)                                 | 58.201        | 13,22%        | 58.636        | 13,84%        | 49.354        | 13,3%         | 51.257              | 14,0%               |
| Roese (Rusçuk)                                   | 35.230        | 12,20%        | 37.050        | 13,92%        | 28.658        | 13,2%         | 29.196              | 13,6%               |
| Chaskovo (Hasköy)                                | 34.159        | 11,16%        | 31.266        | 11,27%        | 28.444        | 12,5%         | 28.837              | 12,8%               |
| Sliven                                           | 19.419        | 8,27%         | 22.971        | 10,51%        | 16.784        | 9,7%          | 18.030              | 10,5%               |
| Bulgarije (totaal)                               | 800.052       | 9,43%         | 746.664       | 9,42%         | 588.318       | 8,8%          | 604.246             | 9,1%                |
| Varna                                            | 33.461        | 7,23%         | 37.502        | 8,12%         | 30.469        | 7,2%          | 33.128              | 7,9%                |
| Veliko Tarnovo (Veliko Tırnovo)                  | 20.824        | 6,54%         | 22.562        | 7,70%         | 15.709        | 6,7%          | 16.144              | 7,0%                |
| Plovdiv (Filibe)                                 | 46.964        | 6,35%         | 52.499        | 7,33%         | 40.255        | 6,5%          | 41.934              | 6,8%                |
| Blagoëvgrad (Yukarı Cuma)                        | 35.975        | 10,23%        | 31.857        | 9,34%         | 17.027        | 6,0%          | 6.483               | 2,3%                |
| Pazardzjik (Pazarcık)                            | 22.999        | 7,05%         | 20.448        | 6,58%         | 14.062        | 5,7%          | 15.361              | 6,3%                |
| Gabrovo (Gabrova)                                | 9.629         | 5,94%         | 9.109         | 6,32%         | 6.464         | 5,6%          | 6.497               | 5,7%                |
| Stara Zagora (Eski Zağra )                       | 18.845        | 4,74%         | 18.529        | 5,00%         | 15.035        | 4,9%          | 16.132              | 5,4%                |
| Smoljan (Smolyan)                                | 10.518        | 6,81%         | 6.212         | 4,44%         | 4.696         | 4,9%          | 4.374               | 4,7%                |
| Pleven (Plevne)                                  | 14.900        | 4,30%         | 16.931        | 5,43%         | 8.666         | 3,6%          | 7.719               | 3,2%                |
| Lovetsj (Lofça)                                  | 7.798         | 4,10%         | 8.476         | 4,99%         | 4.337         | 3,3%          | 3.884               | 3,0%                |
| Jambol (Yanbolu)                                 | 4.594         | 2,60%         | 4.181         | 2,68%         | 3.600         | 2,9%          | 3.791               | 3,1%                |
| Sofia (stad)                                     | 4.432         | 0,37%         | 6.036         | 0,52%         | 6.526         | 0,6%          | 6.488               | 0,6%                |
| Vratsa (İvraca)                                  | 1.379         | 0,51%         | 2.000         | 0,82%         | 565           | 0,4%          | 381                 | 0,2%                |
| Sofia (oblast)                                   | 1.032         | 0,36%         | 654           | 0,24%         | 422           | 0,2%          | 540                 | 0,2%                |
| Pernik                                           | 169           | 0,10%         | 108           | 0,07%         | 231           | 0,2%          | 289                 | 0,2%                |
| Montana                                          | 322           | 0,15%         | 235           | 0,13%         | 171           | 0,1%          | 274                 | 0,2%                |
| Kjoestendil (Köstendil)                          | 358           | 0,20%         | 146           | 0,09%         | 105           | 0,1%          | 109                 | 0,1%                |
| Vidin                                            | 295           | 0,19%         | 139           | 0,11%         | 85            | 0,1%          | 127                 | 0,1%                |
| Bronnen: volkstelling van 1992, 2001 en van 2011 |               |               |               |               |               |               |                     |                     |

De gemeente Tsjernootsjene heeft met 97% het hoogste aandeel etnische Turken in Bulgarije, gevolgd door de gemeenten Venets en Roeen.

#### Turkije

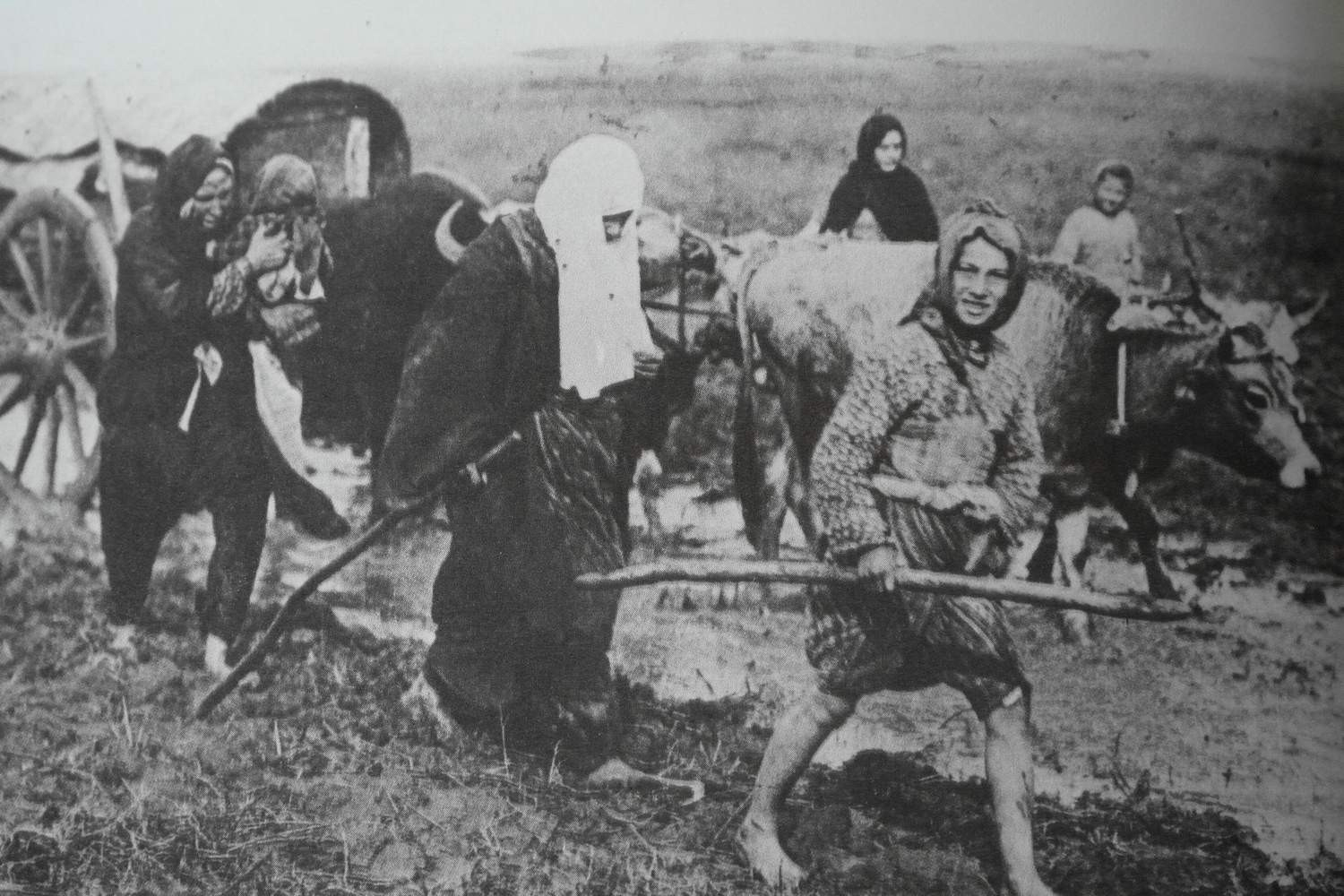
Turkse migranten uit Bulgarije in Anatolië (het jaar 1912)

Volgens cijfers van het Turks Statistisch Instituut (TUIK) woonden er in het jaar 2015 zo'n 378.658 personen in Turkije die in Bulgarije geboren waren, 175.363 mannen en 203.295 vrouwen. Dit zijn voornamelijk Bulgaarse Turken die in de jaren 1985-1989 zijn gevlucht voor de grote bulgariseringscampagne. Tussen 1878 en 1990 emigreerden ruim 1,3 miljoen Turken vanuit Bulgarije naar Turkije. De grootste migratiestromen hadden plaats in de periode 1877-1892, 1950-1959 en 1980-1989. De meeste immigranten vestigden zich in de Egeïsche Zeeregio en in de Marmararegio in de steden Istanboel, Bursa, Tekirdağ, İzmir, Kocaeli, Kırklareli, Edirne, Balıkesir en Manisa.

#### West-Europa
Na de val van het communisme in 1989 zijn tienduizenden Turken uit Bulgarije geëmigreerd naar West-Europese landen zoals Nederland, België en Duitsland. In 2019 telde Nederland 31.208 inwoners met een Bulgaarse nationaliteit, waarvan volgens sommige bronnen de meesten, zo'n 75 tot 90 procent, van Turkse origine zijn (of Turkstalige Roma). Ook in het Vlaams Gewest wonen duizenden Bulgaarse Turken, vooral in de stad Gent.

## Godsdienst

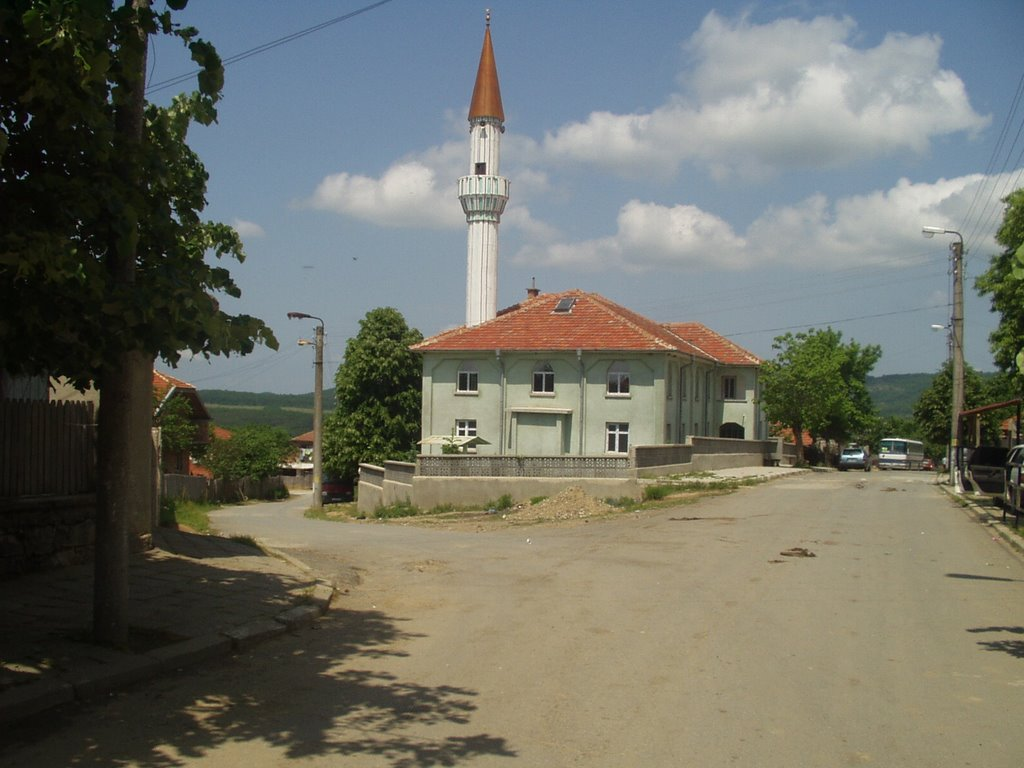
Moskee in het dorp Toptsjijsko in Boergas

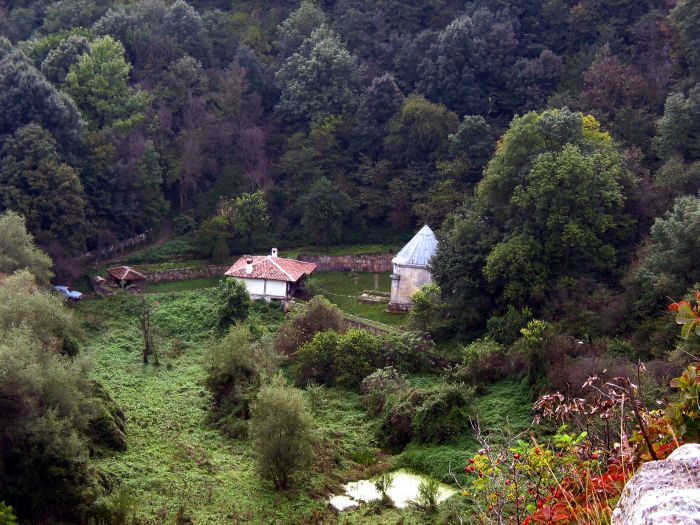
Demir Baba tekke in Isperich

Ongeveer 88 tot 96 procent van de Bulgaarse Turken is islamitisch. De meeste moslims zijn van soennitische strekking (±95%), terwijl een minderheid alevitisch is (±5%). De laatste groep leeft vooral in het noordoosten van het land, met name in de oblasten Silistra (de gemeenten Doelovo en Kaïnardzja), Razgrad (vooral in de gemeente Koebrat), Roese en Sliven (nagenoeg allemaal in de dorpen Jablanovo en Malko Selo in de gemeente Kotel). De alevitische Turken in Bulgarije staan ook wel bekend als Alianen (Turks: Alyanlar, Bulgaars: Алиани).
| Religie                 | 2001    | 2001  | 2011    | 2011  |
| Religie                 | Aantal  | %     | Aantal  | %     |
| ----------------------- | ------- | ----- | ------- | ----- |
| Bulgaars-Orthodoxe Kerk | 5.425   | 0,7   | 5.279   | 0,9   |
| Protestantisme          | 2.066   | 0,3   | 2.400   | 0,4   |
| Katholieke Kerk         | 2.561   | 0,3   | 1.182   | 0,2   |
| Islam in Bulgarije      | 713.024 | 95,5  | 444.434 | 75,5  |
| Geen religie            | 23.146  | 3,1   | 14.698  | 2,5   |
| Geen antwoord + anders  | 442     | 0,1   | 120.325 | 20,5  |
| Turken in Bulgarije     | 746.664 | 100,0 | 588.318 | 100,0 |

De Bulgaarse Turken zijn gematigd in de leer en vrij seculier ingesteld. Wel worden de meeste jongetjes besneden (88%) en vinden de meeste begrafenissen op de islamitische wijze plaats (96%). Mede door de steun die de Turkse regering van Recep Tayyip Erdoğan geeft aan de Bulgaarse Turken, nemen geloof en cultuur een toenemende positie in binnen de gemeenschap.
In het zuidoosten van Bulgarije, en met name rondom de regio's Kazanlik, Pesjtera, Stara Zagora, Jambol en Sliven, is er een groeiende gemeenschap van Turkstalige en oorspronkelijk islamitische Roma die zich na 1990 tot het evangelisch christendom heeft bekeerd.

## Taal
Nagenoeg alle Bulgaarse Turken spreken het Turks als moedertaal (97%). In totaal hebben 605.802 inwoners de Turkse taal als moedertaal in Bulgarije. In de telling van 2011 werden er ook 1.362 sprekers van het (Krim-)Tataars geregistreerd.

## Politiek
De Beweging voor Rechten en Vrijheden is een Bulgaarse liberale politieke partij die de Turkse minderheid in het land vertegenwoordigt. Sinds de oprichting van de partij in 1990 is Ahmed Dogan voorzitter van de DPS. Hij zat onder Todor Zjivkov, de communistische machthebber, van 1987 tot 1989 gevangen.

## Bekende Bulgaarse Turken
- Ahmet Fikri Tüzer (1878-1942), waarnemend premier van Turkije
- İsmet İnönü (1884-1973), tweede president van Turkije
- Kadriye Latifova (1928-1962), zangeres
- Hülya Koçyiğit (1947), actrice
- Yıldız İbrahimova (1952), zangeres
- Ahmed Dogan (1954), politicus
- Ciguli (1957-2014), zanger
- Emel Etem Tosjkova (1958), politica
- Filiz Hoesmenova (1966), politica
- Naim Süleymanoğlu (1966-2017), gewichtheffer
- Şoray Uzun (1967), acteur en presentator
- Metin Kazak (1972), politicus
- Halil Mutlu (1973), gewichtheffer
- Toni Storaro (1976), zanger
- Gürhan Gürsoy (1987), voetballer
- Fiki (1995), zanger
- Suzanitta (2003), zangeres